# Мотострелковые войска

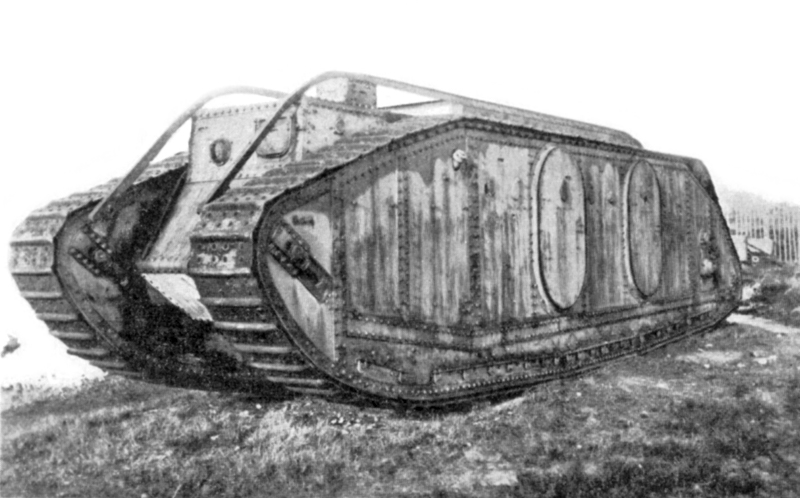
Mark IX Транспортный танк (бронетранспортёр) на базе Mk I.

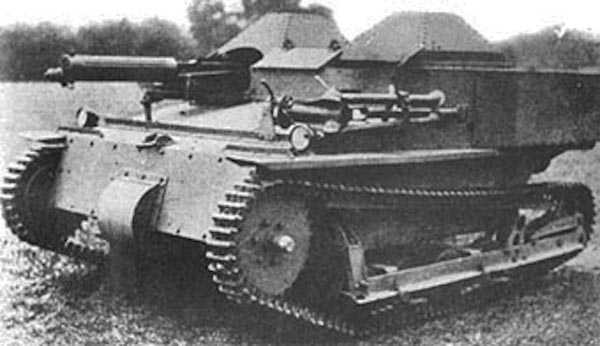
Гусеничный пулемётовоз Карден-Ллойда периода интербеллума (английская танкетка Carden-Loyd Mk.6) — Прототип Т-27.

Мотострелко́вые войска́ (Механизированная пехота — вне России, см.ниже раздел Терминология) — род войск в сухопутных войсках вооружённых сил государства, представляющий собой общевойсковые формирования, включающие в свой состав стрелков (пехоту), артиллерию и ракетные войска, войска ПВО и так далее, оснащенные боевыми, транспортными машинами и средствами механической тяги.

Мотострелковые войска предназначены для полномасштабного ведения военных (боевых) действий на суше как самостоятельно, так и совместно с другими родами войск видов вооружённых сил. Они выполняют основную долю боевых задач в любом крупном вооружённом конфликте.
В советской военной школе, в специальной и художественной литературе, в военном делопроизводстве и в СМИ принято словосочетание «мотострелковые войска», ранее применялось сокращение М.в., сейчас МСВ.
В организационном отношении мотострелковые войска состоят из мотострелковых подразделений, частей и соединений, которые в зависимости от обстановки ведут бой, в любое время суток и года, при всякой погоде, в любой местности, в пешем боевом порядке или на боевых машинах, так же могут применяться в качестве воздушных и морских десантов.

## Терминология
В ряде государств именуется как «механизированная инфантерия». Инфантерия (итал. infanteria, от infante — «юноша, пехотинец») — название пехоты в вооружённых силах ряда зарубежных государств. В России в XVIII — начале XX веков термин «инфантерия» употреблялся в официальных документах наравне с термином «пехота».
В ВС Союза ССР (а также в ВС России) с 1957 года (с момента создания) именуется мотострелковыми войсками.
Первое официальное упоминание в несекретном делопроизводстве, о мотострелковых войсках как о роде войск, относится к Приказу Министра обороны СССР Маршала Советского Союза Малиновского № 70 от 29 марта 1958 года (Глава V. Знаки различия. Положение № 82).
В вооружённых силах иных государств на современном этапе используется чаще термин Механизированная пехота чем Моторизованная пехота:
- бел. Матарызаваная пяхота
- укр. Механізована піхота
- англ. Mechanized infantry,
- фр. Infanterie mécanisée,
- исп. Infantería mecanizada,
- тур. Mekanize piyade,
- нем. Mechanisierte Infanterie
- словац. Motostrelecké vojsko
- итал. Fanteria meccanizzata
- нидерл. Gemechaniseerde infanterie

Термин Моторизованная пехота в начале XX века обозначал пехоту, наделённую штатным автотранспортом, которая повышала её мобильность. Сам процесс комплектования пехотных подразделений автотранспортом — именовался моторизацией.

…Моторизация пехоты проводится во Франции с одной стороны путём создания полков «возимых драгун», а с другой — путём широкой моторизации обыкновенной пехоты с помощью обыкновенных двухосных грузовиков для повышения её подвижности и облегчения бойцов от их вещей…— «Мото-механизированная пехота». В.Крыжановский.
Механизированная пехота обозначала пехоту наделённую штатными боевыми машинами. В начале XX века ими считались бронеавтомобили.

## История

Средства моторизации пехоты во Вторую мировую войну
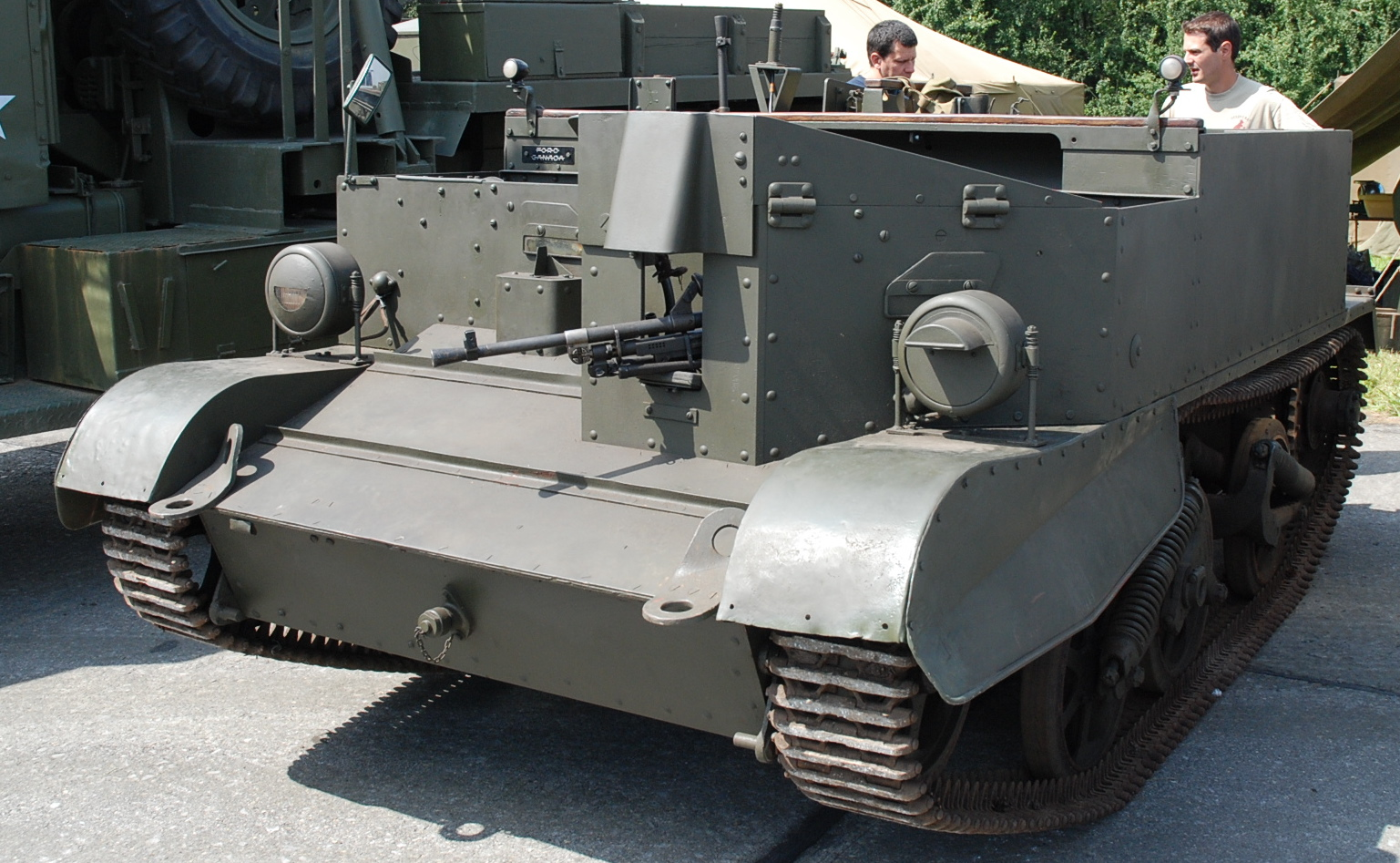
Средство моторизации Британской армии Universal Carrier.
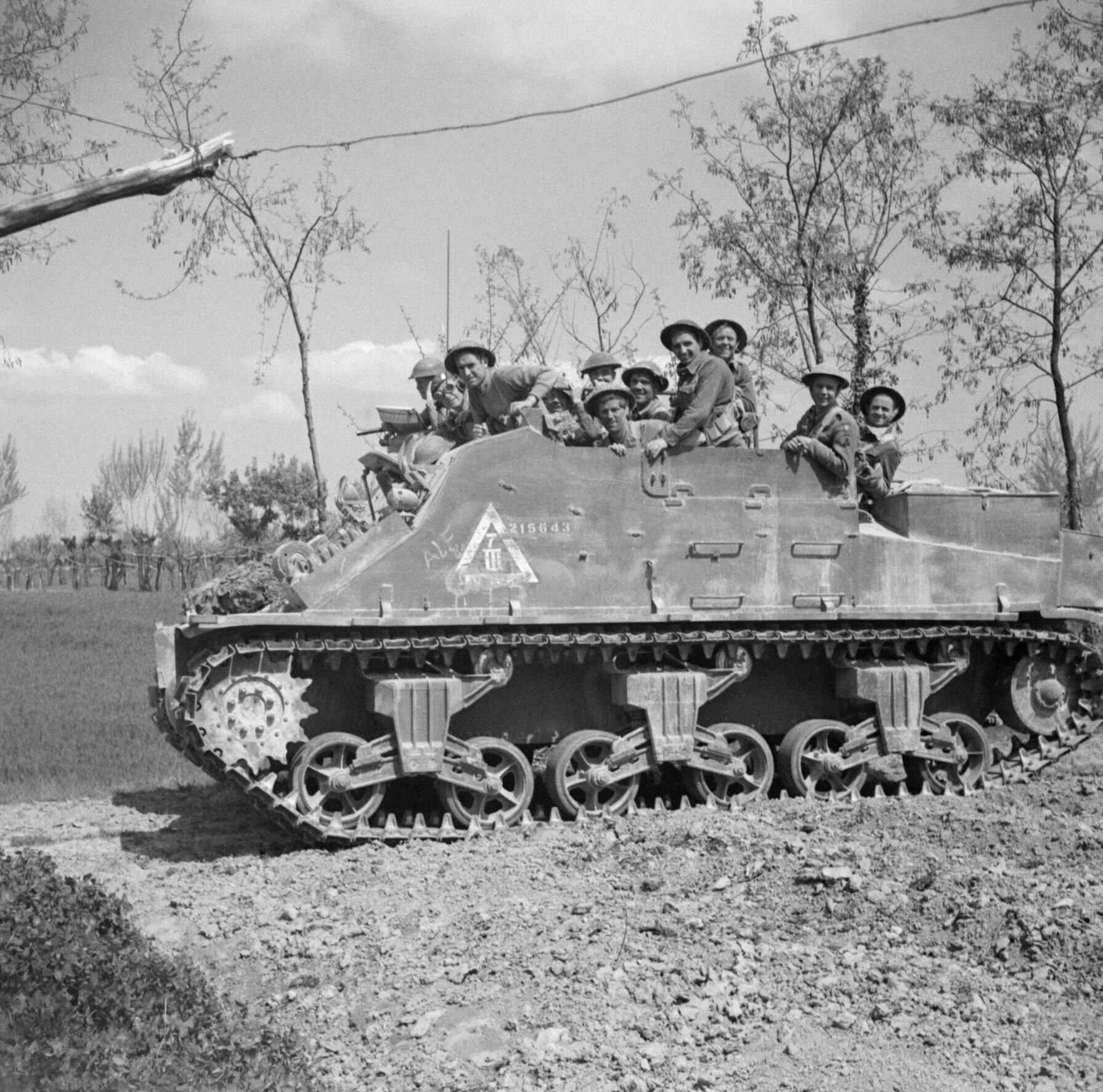
Kangaroo времён Второй мировой войны
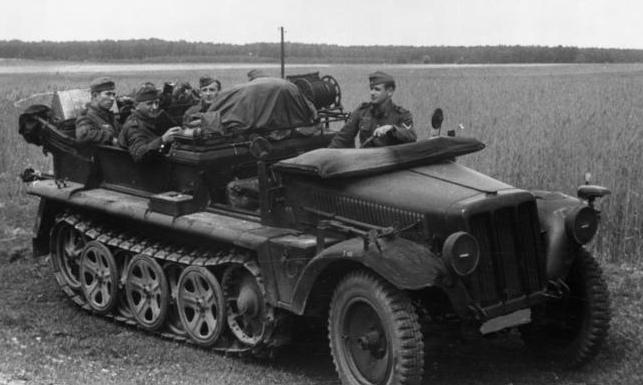
Средство моторизации вермахта SdKfz 10 времён Второй мировой войны
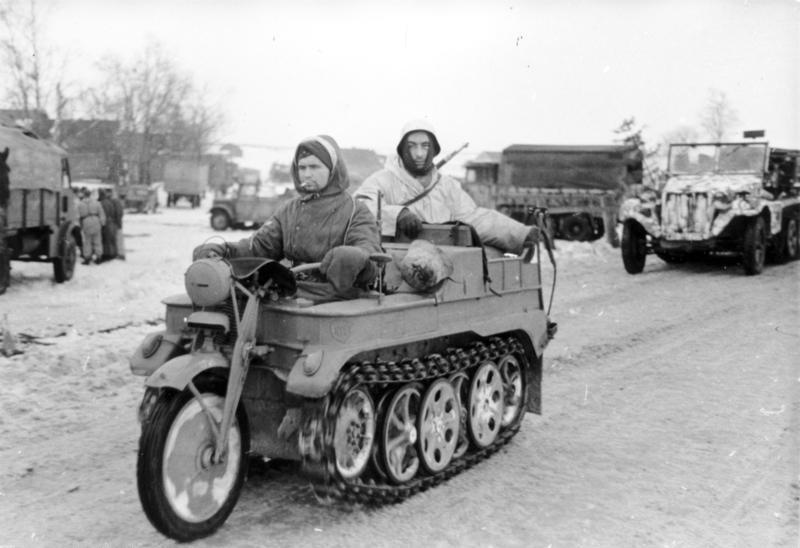
SdKfz 2 вермахта в СССР, зима 1943 — 1944 годов.
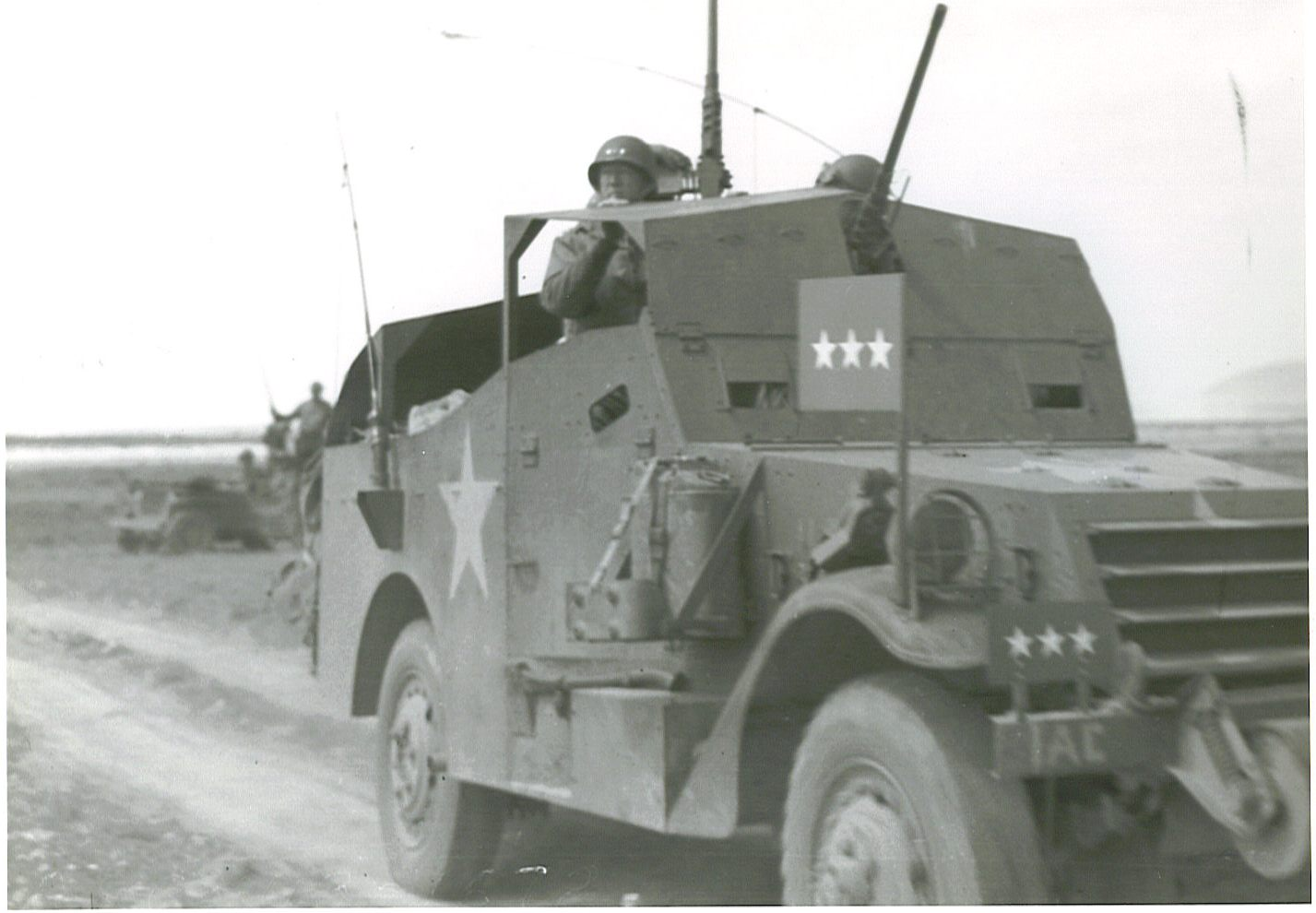
Средство моторизации пехоты США, M3 Scout Car времён Второй мировой войны, бронеавтомобиль генерала Паттона.

Предшественниками МСВ в мире являются драгуны (могли вести боевые действия в конном и пешем строю).
В России, с октября 1918 года все подразделения, воинские части и соединения в пехоте именуются стрелковыми. Сам род войск не переименовывался.

Если мотор проник в армию ещё в период англо-бурской войны, то массовое применение он получил лишь во время мировой войны: вначале — для массовых автоперевозок, а уже с 1916 г. — в виде мощного боевого оружия современности — танка.— В. Крыжановский, «Мото-механизированная пехота» (Боевое использование и применение пехоты мехсоединений), Государственное военное издательство, Москва — 1934
Первые попытки транспортировки стрелков (пехотинцев) на поле боя на транспортных танках и к месту боя на грузовиках предпринимались во время Первой мировой войны. В конце этой войны был создан транспортный танк (бронетранспортёр). Позднее первые классические бронетранспортеры были сооружены на родине танкостроения в Англии.
В СССР был взят курс на механизацию и моторизацию вооружённых сил СССР. Были поставлены задачи об оснащении подразделений и частей РККА средствами механизации и моторизации различных родов войск. В ноябре 1939 года в РККА был введён новый тип соединения — моторизованная дивизия. Так, к концу войны, многие стрелковые дивизии РККА стали мотострелковыми и передвигались не пешком, а на американских БТРах и грузовиках «Студебеккер».
По окончании Великой Отечественной войны выходит Постановление Государственного комитета обороны СССР №ГКО-9488сс, от 9 июля 1945 года, «О доукомплектовании бронетанковых и механизированных войск Красной Армии». Согласно этому постановлению часть стрелковых дивизии переводились на штат механизированных дивизий и включалась в состав Бронетанковых и механизированных войск. В некоторых случаях в механизированные дивизии также были переформированы кавалерийские дивизии и воздушно-десантные дивизии.
Окончательно проблему полной моторизации и механизации стрелковых войск Вооружённых Сил Советского Союза, при помощи оборонной промышленности, решили к 1957 году, но наименование «мотострелковые войска» как рода войск было введено в 1958 году.
В МСВ, кроме основных мотострелковых, имеются танковые, ракетные, артиллерийские, зенитно-ракетные, а также специальные подразделения и части. Для современных моторизованных стрелковых войск характерно наличие современных ракетных комплексов, что значительно повышает их огневую мощь.
Во внутренних войсках МВД России мотострелковые подразделения называются частями оперативного назначения.
Главной отличительной особенностью МСВ является их высокая мобильность и маневренность. Это увеличивает возможность мотострелковых войск к переходу от одного вида боевых действий к другому в короткие сроки, позволяет им чередовать удар и манёвр, быстро изменять направление и районы действий, производить рассредоточение и сосредоточение.

### Великобритания
В вооружённых силах Великобритания стремились, после Первой мировой войны, в первую очередь, к повышению тактической подвижности пехоты — обеспечение непрерывной поддержки её движения огнём, путём быстрого перехода станковых пулемётов во время боя, с одной огневой позиции на другую, к моторизации боевого обоза, позволяющей увеличить наступательные темпы пехоты. Они пошли по пути вооружения пехоты гусеничными пулемётовозами Карден-Ллойда для ускорения и облегчения переброски станковых пулемётов, с одной огневой позиции на другую, транспортирования батальонной и полковой артиллерии гусеничными тракторами Карден-Ллойда и Виккерса, с перевозкой расчёта, на прицепных гусеничных тележках и моторизации обоза первого разряда. Основная масса личного состава такой моторизованной пехоты перевозилась на гражданских автобусах (должны были привлекаться на особый период); одно время предполагалось, для оснащения пехоты, введение в качестве автотранспортёров полубронированных 3-осных автомашин; наряду с этим производились испытания тракторов и 4-осных автомашин, могущих быть использованными для перевозки пехоты к месту боя. На тот период мотопехота Англии была сведена в две опытные мото-механизированные пехотные бригады.

### Франция
В вооружённых силах Франции, в 1928 году создаются полки «возимых драгун», в составе трёх кавалерийских дивизий (кавдивизия). «Возимые драгуны» являлись постоянной моторизованной частью, то есть они имели постоянный автомобильный транспорт (автотранспорт), закреплённый по подразделениям, полугусеничные автомобили Ситроен-Кегресс. Автотранспорт состоял из машин повышенной проходимости полугусеничного типа, марки Ситроен-Кегресс, что обеспечивает возможность маневрирования вне дорог.

### Германия
До Второй мировой войны военные теоретики и практики интенсивно работали над вопросами моторизации, используя частью опыт других стран, частью собственный опыт периода мировой войны, и добились существенных результатов. Концепция мотопехоты нашла массовое применение в вермахте во время Второй мировой войны (1939—1945). Широкое использование немцами мотопехоты внесло значительный вклад в успех тактики блицкрига в начальный период войны. В штатный состав всех танковых дивизий вермахта входили полки стрелков (Schutzen), вооруженные бронированным полугусеничным автомобилем Sd.Kfz. 251 и имевшие в своем составе моторизованную артиллерию, средства ПВО, связи и др.
С течением времени часть пехотных дивизий также оснащалась транспортными средствами и БТР, при этом соответствующие дивизии переименовывались в моторизованные. В 1942 году моторизованные дивизии пехоты стали называться танково-гренадерскими/танково-пехотными (Panzergrenadier-Division). Так же стали называть и части мотопехоты в танковых войсках.

### США
Перед Второй мировой войной руководством армии США было принято решение моторизовать, с опытными целями, один стрелковый полк, характерной особенностью этого моторизованного полка являлось полное отсутствие конного транспорта для перевозки, как личного состава, вооружения, так и материальных средств.

### СССР
Первоначально входили в состав бронетанковых и механизированных войск, затем в 1957 году оформлены в как род войск.
Самый многочисленный род войск в ВС СССР. На конец 1980-х в ВС СССР состояло до 150 мотострелковых дивизий, до 500 мотострелковых полков, до 1800 мотострелковых батальонов.
Организационно мотострелковые войска были представлены армейскими корпусами, мотострелковыми дивизиями, отдельными бригадами и отдельными полками.

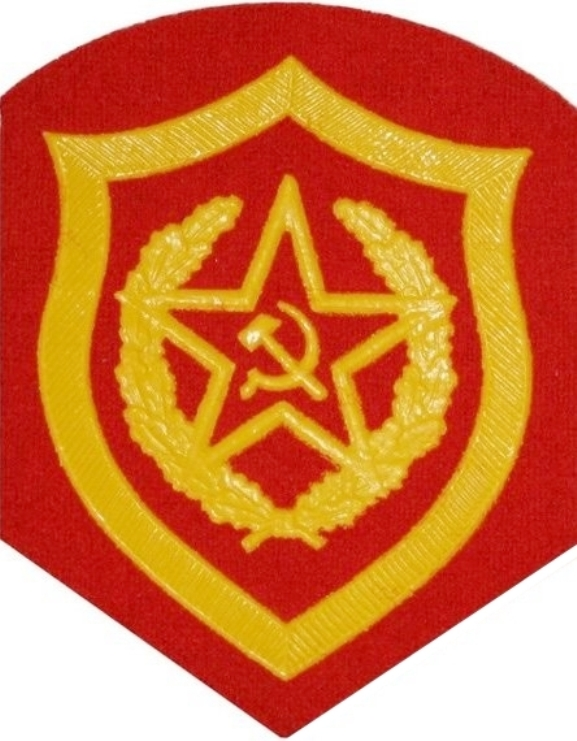
Нарукавный знак по роду войск: Мотострелковые войска[8] (МСВ) СВ СССР.
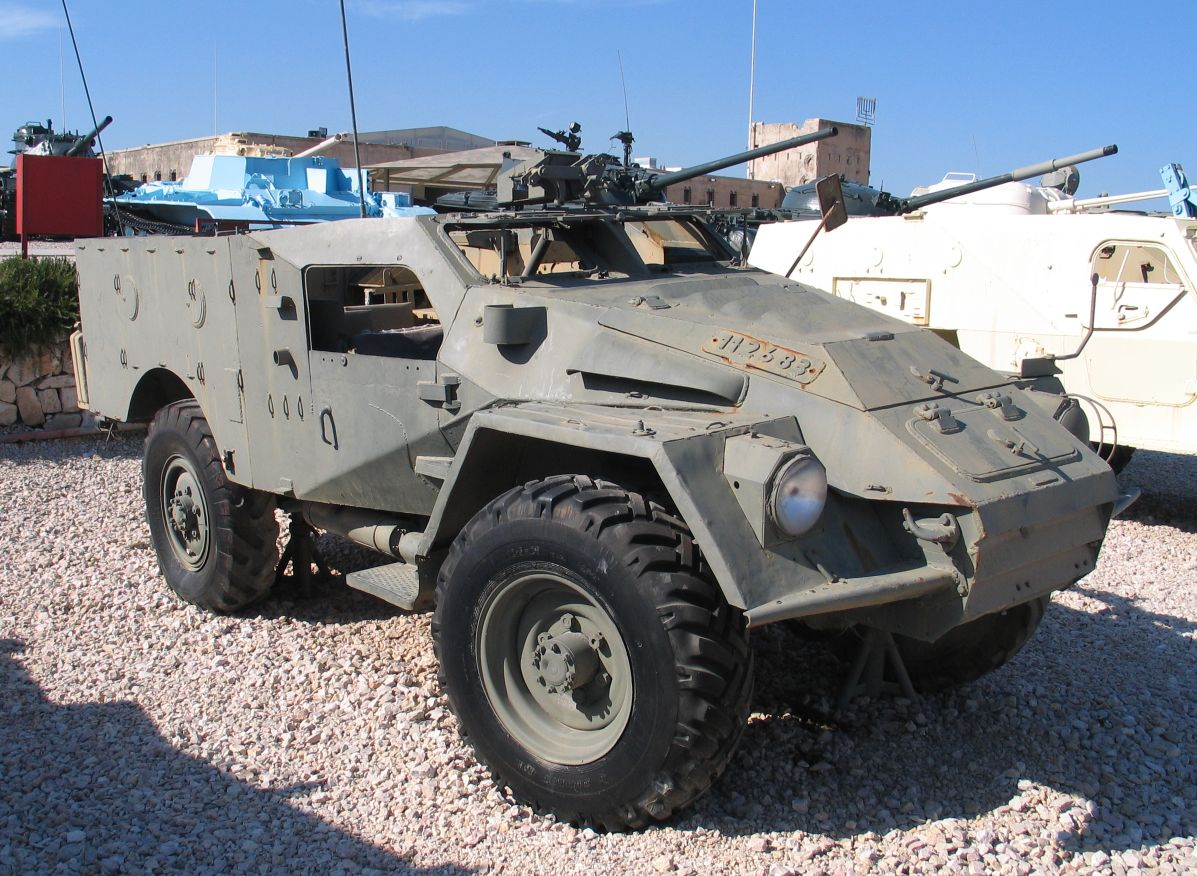
Первый советский серийный бронетранспортёр БТР-40. Основная боевая машина советских мотострелков в 50-е годы
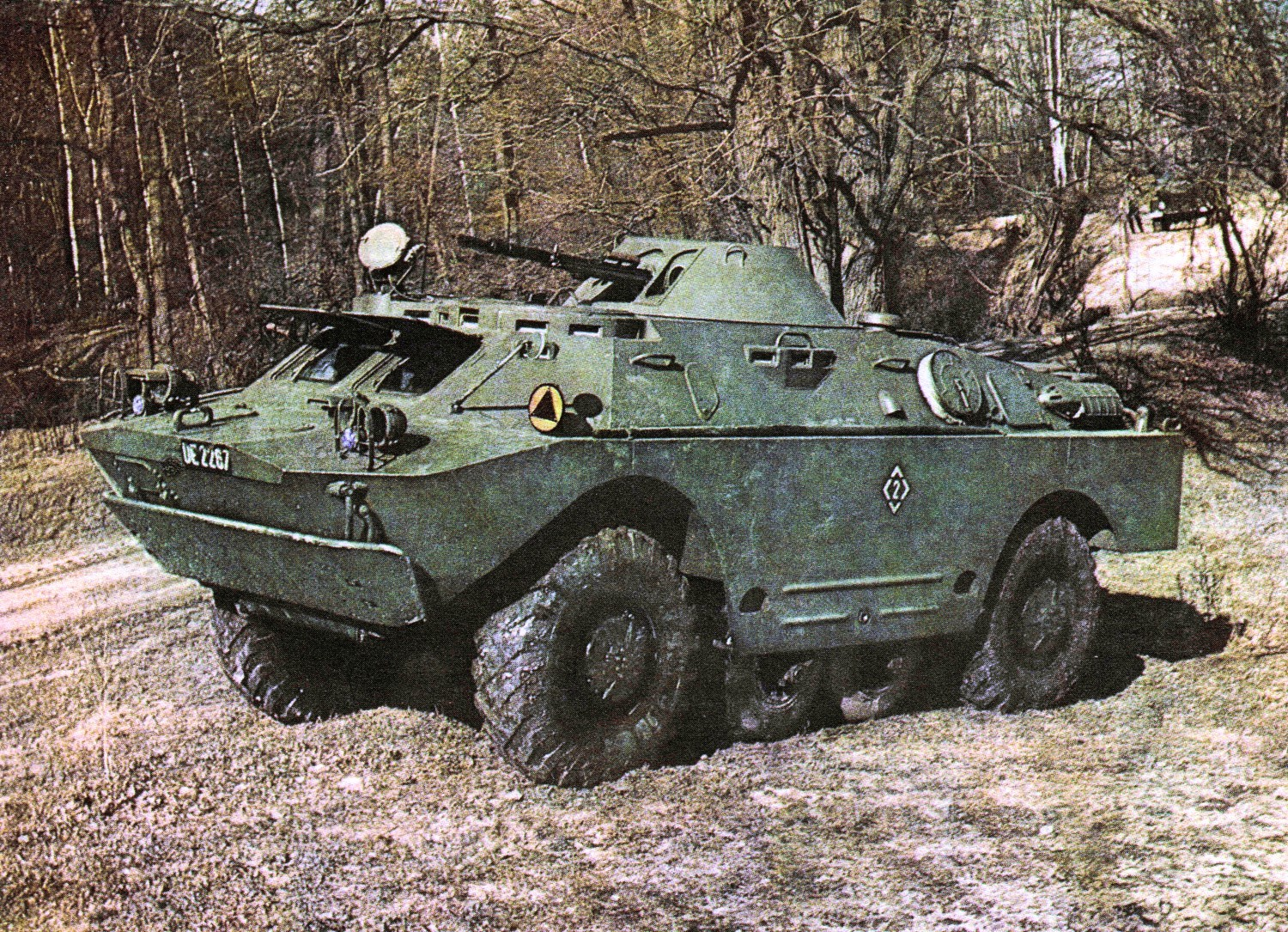
Боевая разведывательно-дозорная машина советских мотострелков БРДМ-2.

### Российская Федерация
Мотострелковые войска, действуя на быстроходных бронированных машинах высокой проходимости, способны совершать марши на большие расстояния, гибко и быстро маневрировать на поле боя. Соединяя в себе почти все виды оружия и техники, мотострелковые войска, оснащённые к тому же ракетно-ядерным оружием, взаимодействуя с авиацией, способны быстро переходить от одного вида боя к другому. Они могут успешно прорывать с ходу оборону противника любой прочности, наносить ему в короткий срок решительное поражение во встречном бою, неотступно преследовать его на большую глубину, форсировать с ходу любые водные преграды и прочно удерживать захваченные рубежи и объекты.

Важнейшим качеством мотострелковых войск, которым они отличаются от других родов войск, является их способность вести успешные боевые действия в любое время года и суток, при самой неблагоприятной погоде и на любой труднопроходимой местности как на своих машинах, так и в пешем строю. Мотострелковые части и подразделения могут перебрасываться в качестве десанта на вертолётах и самолётах, вести длительный бой самостоятельно с большим отрывом от основных сил.— генерал армии С. М. Штеменко
Мотострелковые войска ВС России — самый многочисленный род войск вооружённых сил, составляющий основу Сухопутных войск РФ, образованы в 1992 году. Основу МСВ, на данный момент, составляют мотострелковые бригады и полки.
По заверениям руководства ВС России мотострелковые бригады обладают высокой боевой самостоятельностью, универсальностью и огневой мощью. Они способны вести боевые действия в условиях применения как обычных средств вооруженной борьбы, так и оружия массового поражения, днем и ночью, и в различных физико-географических и климатических условиях.

## Формирования

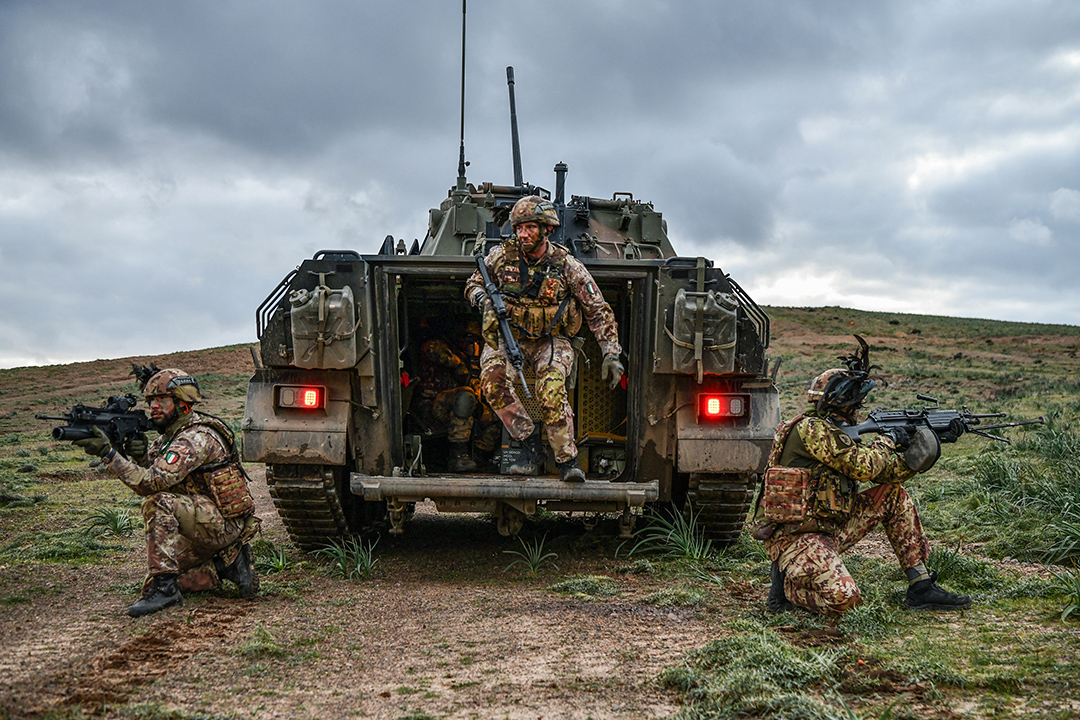
Итальянские мотопехотинцы 8-го берсальерского полка покидают БМП «Дардо». Январь 2023.

### Тактические формирования МСВ
- тактическое подразделение:
  - мотострелковое отделение (мсо);
  - мотострелковый взвод (мсв);
- общевойсковая тактическая подразделение:
  - мотострелковая рота (мср);
  - мотострелковый батальон (мсб);
- общевойсковая тактическая часть:
  - отдельная мотострелковая рота (омср);
  - отдельный мотострелковый батальон (омсб);
  - мотострелковый полк (мсп);
- общевойсковое тактическое соединение:
  - отдельная мотострелковая бригада (омсбр);
  - мотострелковая дивизия (мсд);

### Постоянные формирования караульной службы
- отдельная мотострелковая рота (омср)

В ВС СССР для охраны крупных складов и хранилищ военного назначения формировались отдельные мотострелковые роты, имевшие на вооружении БТРы.

К примеру: 119-я отдельная мотострелковая рота в составе 59-й бригады материального обеспечения.

## Условные знаки
Условный тактический знак мотострелкового формирования в рабочих документах NATO.

## Подчинённость мотострелковых войск (механизированной пехоты)
Во всех государствах механизированная пехота (мотострелковые войска) не являются родом войск центрального подчинения.

На современном этапе у пехоты нет собственного командующего и нет отдельного управления при Министерстве Обороны. В организационном порядке мотострелковые части и соединения подчиняются Главнокомандующему Сухопутными войсками. 

В некоторых государствах под термином Сухопутные войска подразумевается сама армия — к примеру Армия США или Сухопутные войска США (англ. United States Army) в составе которого и находятся все пехотные формирования.

## Фильм
- «На марше — Железная.», 1983 года. — Фильм о повседневной деятельности, боевой учёбе советских воинов, проходящих военную службу в рядах прославленной 24-й мотострелковой Самаро-Ульяновской, Бердичевской, ордена Октябрьской революции, трижды Краснознамённой, орденов Суворова, Богдана Хмельницкого Железной дивизии. В фильме использованы материалы советской кинохроники.
- «Там, где закончилась война.», 1990 год. — Фильм о проблемах вывода Западной группы войск ВС СССР из ГДР, ВНР, ЧССР.
- Действия сериала «Солдаты» происходят в некой мотострелковой части.

## Галерея
- Средства механизации пехоты в XXI веке
- 1-й берсальерский полк СВ Италии на БМП «Дардо» на учениях Steadfast Defender 2021 в Чинку (Румыния)
- 7-й берсальерский полк СВ Италии на БМП «Фреччиа» на полигоне Тор-ди-Неббия в Апулии
- 278-й бронекавалерийский полк СВ НГ США на БМП М2А3 «Брэдли» на учениях в Польше. 25 июля 2019.
- Рота "Видар" Гвардейского гусарского полка СВ Дании на CV9035DK. 19 декабря 2018.